# 山口雅俊
山口 雅俊（やまぐち まさとし）は、日本のテレビドラマ・映画のプロデューサー、演出家、映画監督 。

## 来歴・人物
兵庫県神戸市出身。灘中学校・高等学校を経て、東京大学法学部を卒業後、コロンビア大学に留学しMBA（経営学修士）を取得したのちフジテレビに入社。スターダストプロモーション所属の俳優と太いパイプを持った。『ギフト』、『きらきらひかる』、『カバチタレ!』、『ビギナー』など、その内容が高く評価されている。また、『ロング・ラブレター〜漂流教室〜』のような、連続ドラマとしては異例のSF物にも取り組むなど、意欲作が多い。2005年11月にフジテレビを退社・独立し、株式会社ヒントを設立する。

## エピソード
- 主演女優としてブレイクする前の篠原涼子を『ナニワ金融道 2』、『ギフト』、『きらきらひかる』、『危険な関係』、『カバチタレ!』まで起用し続けた。
- 当時ジャニーズJr.だった山下智久は『危険な関係』の第10話・最終話に出演後、『カバチタレ!』、『ロング・ラブレター〜漂流教室〜』、『ランチの女王』と連続して出演した。
- 当時無名だった香里奈と山田優（『カバチタレ!』）、ミムラ（『ビギナー』）を見出し女優デビューさせた。
- 『ランチの女王』は主演の竹内結子はもちろん、妻夫木聡、伊東美咲、山下智久、山田孝之、瑛太など当時若手だったキャストが本作出演後、ドラマや映画で主役級の俳優として活躍している。
- 小雪は2003年7月から放送された「ずっとずっと。マクセルDVD」のテレビCMの中で、女優デビューとなった『恋はあせらず』の役ではなく、自身にとって2作目のドラマである山口プロデュースの『タブロイド』の情報屋・アキ役を「大切に残しておきたい」想い出の映像として熱い思い入れをこめて語った。
- 脚本家の大森美香は、フジテレビの契約アシスタント･ディレクター時代に脚本・演出を1話だけ担当した深夜ドラマが山口の目にとまり、山口の下でアシスタント･プロデューサーを兼務しつつ脚本家修業を積んだ。山口プロデュース『カバチタレ!』で1本立ち、同『不機嫌なジーン』で向田邦子賞を受賞している。
- 『きらきらひかる』から『ビギナー』までの連続ドラマは、提供アナウンスが「（番組タイトル）は…」で始まるのが特徴だった。

## プロデュース作品

### フジテレビ時代

#### テレビドラマ
- 若者のすべて (1994年、第10話。入社後の下積み時代にプロデュース補として担当)
- ナニワ金融道（1996年、1998年 - 2000年、2005年・全6回のスペシャル）
- ギフト（1997年）
- きらきらひかる（1998年 - 2000年）
- タブロイド（1998年）
- アフリカの夜（1999年）
- 危険な関係（1999年）
- 太陽は沈まない（2000年）
- カバチタレ!（2001年)（主題歌「ドゥー・ユー・リメンバー・ミー」（キタキマユ）もプロデュース）
- 忠臣蔵1/47（2001年）
- ロング・ラブレター〜漂流教室〜（2002年）
- ランチの女王（2002年）
- ビギナー（2003年）
- 不機嫌なジーン（2005年）

### ヒント設立後

#### テレビドラマ
- ハケンの品格（2007）（2007年、日本テレビ） - 企画協力
- エジソンの母（2008年、TBS） - 原案
- おせん（2008年、日本テレビ） - 協力プロデューサー
- コールセンターの恋人（2009年、ABC / テレビ朝日） - 原案
- サムライ・ハイスクール（2009年、日本テレビ） - 企画協力、プロデューサー
- 闇金ウシジマくんシリーズ（MBS / TBS）
  - 闇金ウシジマくん（2010年) - 企画・プロデュース、脚本、演出
  - 闇金ウシジマくんスピンオフドラマ「太客ｈ.のエロリアーノな毎日」（2010年、ニコニコ動画) - 企画・プロデュース
  - 闇金ウシジマくん Season2（2014年） - 企画・プロデュース、演出
  - 闇金ウシジマくんスピンオフドラマ「太客ｈ.帰還の挨拶と夢の大ぼうけん」（2014年、ニコニコ動画) - 企画・プロデュース、演出
  - dビデオpowered by BeeTVスペシャル「闇金ウシジマくん」（2014年、エイベックス・ピクチャーズ）- 企画・プロデュース、総合演出
  - 闇金ウシジマくん Season3（2016年） - 企画・プロデュース、演出
  - 闇金ウシジマくん外伝 闇金サイハラさん（2022年） - 企画・プロデュース、演出
- やれたかも委員会（ウェブドラマ版）（2018年、AbemaTV） - プロデュース、脚本、演出
- やれたかも委員会（テレビドラマ版）（2018年、MBS / TBS） - 脚本、演出
- 新しい王様（2019年、TBS / Paravi） - プロデュース、脚本、演出
- ハケンの品格（2020）（2020年、日本テレビ） - プロデュース、脚本
- 恋はDeepに（2021年、日本テレビ） - プロデュース
- おいハンサム!!（2022年、東海テレビ / フジテレビ） - プロデューサー、脚本・演出
  - おいハンサム!!2（2024年） -  プロデューサー、脚本・演出

#### 映画
- カイジ 人生逆転ゲーム（2009年、東宝） - 企画・脚本協力、プロデュース
- スマグラー おまえの未来を運べ（2011年、ワーナー・ブラザース映画） - 企画、プロデュース、脚本
- カイジ2 人生奪回ゲーム（2011年、東宝） - 企画・脚本協力、プロデュース
- 闇金ウシジマくん（2012年、S・D・P） - 企画・プロデュース、脚本、監督
- 映画 ひみつのアッコちゃん（2012年、松竹） - 企画、プロデュース、脚本
- 闇金ウシジマくんPart2（2014年、東宝映像事業部＝ S・D・P） - 企画・プロデュース、脚本、監督
- 闇金ウシジマくんPart3（2016年、東宝映像事業部＝ S・D・P） - 企画・プロデュース、脚本、監督
- 闇金ウシジマくんザ・ファイナル（2016年、東宝映像事業部＝ S・D・P） - 企画・プロデュース、脚本、監督
- 映画 おいハンサム!!（2024年6月21日〈予定〉、東宝） - 製作、プロデューサー、脚本、監督